# ニッポン博物誌
『ニッポン博物誌』（ニッポンはくぶつし）は、矢口高雄による日本の漫画作品。『週刊少年サンデー』（小学館）において1978年43号から1979年48号にかけて断続的に連載された。コミックスは全3巻が小学館から刊行されている。2020年に矢口の画業50周年の節目として、ヤマケイ文庫（山と渓谷社）から文庫全1巻が刊行されている。

## あらすじ
ニッポン博物誌は全15話が独立的に構成されているので、全体の流れではなく、各話を簡単に説明する。
ムササビ（空飛ぶ風呂敷）
ムササビは夜行性であり、飛膜を広げることでグライダーのように滑空し、樹から樹へと飛び移ることができる。木のうろの中に住むムササビの番には3匹の仔が生まれる。森に猟師が入り、父親は撃ち落される。母親は猟師の顔に覆い被さり、猟師は風呂敷に巻かれるとはこのようなことかと子供に語る。
バチネコの夢
尻尾の短い猫をこの地方ではバチネコという。タマは川に捨てられ野生猫になる。タマは森の中で本能に導かれ、食べ物を探し当て生き延びる。冬になり獲物が捕れず衰弱したタマは、夜中にかって経験したあるものを感じ取り、その中に飛び込んでいく。炭焼きの夫婦は釜の中に飛び込んだ動物に驚く。
カラスと老人
老人はカラスがクルミを咥えて飛び上がり、それを落として割るのを見て、クルミを割って食べせるようになる。カラスが空気銃で撃たれたとき、老人は懸命に看病し、カラスは物置小屋に居着く。火災で老人が亡くなると、カラスは老人の墓標の上に止まり、じっと動かず、21日目にゲーンサンと鳴いて息絶える。
ケダニ先生奮戦記
雄物川中流域の村に住む育造は釣りから帰り、首筋に痛みを感じる。10日もすると体調不良を訴え、町の病院で治療を受けるが病状は悪化する。村人がケダニ先生のところに運び込んだときは、ツツガムシ病の末期症状に入っており、特効薬を使用しても患者の体力がもたず、16年ぶりの死亡者となる。
マタギ犬”ノラ”
マタギとは熊撃ちを専門とする特異な狩りの集団である。シカリ松治郞の率いるレッチュウのマタギ犬アカは働きが悪く、大熊の半月を押えたが、アカがジャマして取り逃がす。翌年からアカは見違えるような働きを見せ、ついに半月を再び追い詰め、撃たれた半月は谷に転落する。猛吹雪になり捜索を断念してササ小屋に避難するが、食料は無くなっており、レッチュウはアカの肉で命をつなぐ。松治郞はこの狩りを最後にマタギの世界から身を引く。
アオの寒立ち
厳冬期、奥羽山中を巨大なアオ（ニホンカモシカ）が密猟者の執拗な追跡を受けていた。アオは険阻な岩棚を駆け上がり、吹雪の中でじっと動かない。3日間、同じ所を回っていることに気づいた密猟者は、枯れ木に上着を被せ鉄砲を立てかける。自分は密かに岩棚に回り込み、小長柄でアオの頭をかち割る。瀕死のアオは密猟者に角を突き立て、両者は凍り付いていく。
カジカの夏
カジカはハゼに似た体長10cmくらいの魚で、玉石の多い清流に見られる。夜になると石の間から出て眠る習性があり、それを突くのがカジカ突きである。正信は子供の頃、オドと収穫を競う。20数年後、正信は息子と帰省し、カジカ突きに行くが、カジカは1匹もいなくなっていた。オドは農薬のせいじゃろなと語る。
イタチビラめぐり
イタチは胴長30-40cmの赤褐色のすぐれたハンターである。イタチの毛皮は売れるので、少年たちはイタチビラという仕掛けでイタチを捕え、小遣い稼ぎをする。今日も1匹の収穫があり、あと1匹で自転車が買える。少年はネズミをエサにしてテンを仕留め、念願の自転車を手に入れる。
マルカケの銀次
ウサギはエサの少ない冬場に、植林した木の芽や樹皮を食い荒らす害獣となる。9名の駆除隊の成果は6羽であり、マルカケの銀次の成果は8羽である。銀次が木の枝を丸めて作った輪（マルカケ）をウサギの頭上に回転させながら投げると、ウサギは勘違いして近くの木の根にもぐり、そこを手づかみで捕らえる。
バッケ
ウメノばあさまは御年80歳前後、冬はこたつから出ず、バッケ（ふきのとう）が顔を出す頃、動き出す。かずみちゃんはバッケを探しているうちに、雪が崩れ用水路に落ちてしまう。雪のトンネルをバッケを摘みながら、出口に向かって歩く。家に着くと、バアさまは昨日のままの状態で亡くなっていた。
鷹の翁
老鷹匠は次の鷹を仕込むため立子を罠で捕らえる。老鷹匠は据え込みを始めるが、10日間の絶食後もエサを受け取らない。このままでは鷹を死なせてしまう。据え込み21日目に老鷹匠は右目と失いながら成功し、静号と命名する。若鷹は期待通りの活躍を見せる。孫娘静子の結婚式の日も老鷹匠は山に入り、雪崩に遭う。出発する花嫁姿の静子のところに静号が飛んでくる。
ピヨちゃん
由美は手乗りインコが飼いたいのだが、ママの大反対にあう。日曜日、パパと由美は幼鳥を買い、ピヨちゃんと名付ける。ピヨちゃんはムキアワを全然食べないので、ママがエサの下ごしらえを説明する。ピヨちゃんは由美の手に乗るようになるが、卵を産んだ翌日死ぬ。ママは何回もこんな体験をしてきたので飼うことに反対したのだ。しかし、パパは子どもたちが、死を身近なものとして経験することから学ぶことも多いと話す。
サルカ30文
昭和の初めの頃、旧正月を過ぎると、田沢湖を望む山里に鉄砲を持ったサルマタギと呼ばれる一団が集ってくる。ニホンザルの毛皮や胆のうは高く売れた。三次朗は潜み撃ちで、群れを率いるオシラガミの左手を奪い、ボスを失った群れはすぐに狩り尽くされる。奥羽山中のニホンザルはほとんど姿を見なくなる。
ホタル来い！
小学生のとき、武は道ばたの堰で光るものを見つけ、手に取ってみるとカワニナに噛みついているホタルの幼虫であった。高校生になり、武はホタルの観察を系統的にするようになり、水槽内の観察と自然状態の観察が一致することを確認する。ホタルの観察が縁で京子と付き合うようになるが、京子は引っ越すことになり、武は欄干にホタルの発光物質で京子と書きなぐる。
おやじ騒動記
伍一が夕立沢のブドウ棚熊に襲われたと駆け込んでくる。山おやじの出没に村中に触れが出される。ハンターが山狩りをしたが成果はなく、ついに村のトウモロコシ畑が荒らされる。老練なマタギのジイさまは、夜にリンゴ畑で待機する。予想通り大熊は現れ射殺される。

## 登場人物
本作品の全体を通して登場する人物はいないので、紹介は控える。

## 書誌情報
- 矢口高雄『ニッポン博物誌』小学館〈少年サンデーコミックス〉、全3巻 - ISBNはない。
  1. 1980年2月15日初版発行[4]
  2. 1980年9月15日初版発行[5]
  3. 1980年11月15日初版発行[6]
- 矢口高雄『ニッポン博物誌』山と渓谷社〈ヤマケイ文庫〉、全1巻、2020年7月発行[7]、ISBN 9784635048798